# Anegam
Anegam – jednostka osadnicza w Stanach Zjednoczonych, w stanie Arizona, w hrabstwie Pima.